# Stanisław Rosiek
Stanisław Rosiek (ur. 14 sierpnia 1953 w Gdańsku) – polski historyk literatury, pisarz, wydawca, wykładowca Uniwersytetu Gdańskiego.

## Życiorys
W 1977 ukończył studia polonistyczne na Uniwersytecie Gdańskim. Następnie pracował w Zakładzie Literatury Instytutu Filologii Polskiej UGd. W 1986 obronił tam pracę doktorską „Pisanie i egzystencja. Dylematy Tadeusza Peipera”, a w 1998 habilitował się na podstawie książki „Zwłoki Mickiewicza. Próba nekrografii poety”. 22 kwietnia 2016 otrzymał tytuł profesora nauk humanistycznych.
Debiutował w piśmie „Litteraria”, od 1977 do 1982 był sekretarzem redakcji kwartalnika „Punkt”. W latach 1977–1983 współredagował serię „Transgresje”, wydawaną w ramach konwersatorium Marii Janion. W 1983 otrzymał razem ze Stefanem Chwinem Nagrodę Kościelskich za napisaną wspólnie książkę „Bez autorytetu”. W latach 80. współredagował niezależne pismo „Podpunkt”. W 1995 założył wydawnictwo „Słowo/obraz terytoria”. Jest także redaktorem serii „Rysunki zebrane” Sławomira Mrożka (sześć tomów 1997−2005), jednym z autorów „Słownika schulzowskiego” (2004) i autorem podręcznika do liceum i technikum „Między tekstami” (przy współpracy Jolanty Maćkiewicz, Zbigniewa Majchrowskiego, Bolesława Oleksowicza). W 2009 nominowany do Nagrody Literackiej Gdynia w kategorii eseistyka za książkę [nienapisane]. W październiku 2024 otrzymał Pomorską Nagrodę Literacką „Wiatr od morza” za całokształt pracy literackiej.
W kadencji 2019–2023 zasiada w Radzie Kultury Gdańskiej.

## Publikacje
- Bez autorytetu (ze Stefanem Chwinem, 1981)
- Galernicy wrażliwości (z Marią Janion, 1981) w serii „Transgresje”
- Osoby (z Marią Janion, 1984) w serii „Transgresje”
- Maski (z Marią Janion, 1986) w serii „Transgresje”
- Zwłoki Mickiewicza. Próba nekrografii poety (1997)
- Słownik schulzowski (2004) z Włodzimierzem Boleckim i Jerzym Jarzębskim
- [nienapisane] (2008)
- Władza słowa: szkice, notatki, świadectwa (2011)
- Mickiewicz (po śmierci). Studia i szkice nekrograficzne (2013)[6]
- Odcięcie. Szkice wokół Brunona Schulza (2021)[7]

## Nagrody i wyróżnienia
- Nagroda Fundacji im. Kościelskich za publikację Bez autorytetu (1983)
- Nagroda Miasta Gdańska w Dziedzinie Kultury „Splendor Gedanensis” (1998)[8]
- Nagroda Prezydenta Miasta Gdańska w Dziedzinie Kultury (2000)[9]
- Laureaci Laureatów XXX edycji Nagrody Miasta Gdańska w Dziedzinie Kultury „Splendor Gedanensis” (2002)[8]
- Medal Księcia Mściwoja II - za zasługi dla Gdańska, za twórczość krytyczno-literacką i wysoki poziom wydawnictw (2002)[10]
- Poznańska Nagroda Literacka – Nagroda im. Adama Mickiewicza (2022)[11]
- Nagroda Prezydenta Miasta Gdańska w Dziedzinie Kultury z okazji jubileuszu 25-lecia wydawnictwa słowo-obraz terytoria (2022)[9]
- Indywidualna Nagroda Rektora UG II stopnia za monografię naukową Odcięcie. Szkice wokół Brunona Schulza (2022)[12]